# Universidad de Deakin
La Universidad de Deakin (en inglés: Deakin University) es una universidad pública australiana, on campus en el estado de Victoria. Con aproximadamente 60.000 estudiantes, es la séptima universidad más grande de Australia.
La Universidad Deakin está clasificada entre las mejores universidades del mundo, clasificado entre 200 y 300, según  QS Rankings,  ARWU y Clasificación Académica de Universidades del THE.
Su fundación comenzó con el establecimiento del Colegio Técnico Gordon en 1887, que luego se expandió en 1974 para convertirse en la Universidad Deakin. Lleva el nombre de Alfred Deakin, el Primer Ministro de Australia y uno de los padres fundadores de la Federación de Australia. Tiene campus en la ciudad capital de Victoria: Melbourne y las ciudades regionales de Geelong y Warrnambool.

## Citas
1. ↑  https://www.shanghairanking.com/institution/deakin-university
2. ↑  https://www.topuniversities.com/world-university-rankings
3. ↑  https://www.timeshighereducation.com/world-university-rankings
4. ↑  <https://www.shanghairanking.com/institution/deakin-university